# Saranon Anuin
Saranon Anuin (Thai: วัชระ บัวทอง, * 24. März 1994 in Khon Kaen), auch als O bekannt, ist ein thailändischer Fußballspieler.

## Karriere

### Verein
Saranon Anuin erlernte das Fußballspielen in der Jugendmannschaft des Nakhon Ratchasima FC. Hier unterschrieb er am 1. Januar 2015 auch seinen ersten Profivertrag. Der Verein aus Nakhon Ratchasima spielte in der er ersten Liga. Hier spielte er bis 2017 und stand 15 Mal im Tor. 2018 wechselte er nach Chiangrai zum Ligakonkurrenten Chiangrai United. Im ersten Jahr gewann er mit Chiangrai den FA Cup und den Thai League Cup. 2019 feierte er mit dem Verein die Meisterschaft. Das Spiel um den Thailand Champions Cup gewann man 2020. Das Spiel gegen den Erstligisten Port FC gewann man mit 2:0. Im April 2021 gewann er mit Chiangrai zum zweiten Mal den FA Cup. Im Finale besiegte man den Erstligisten Chonburi FC im Elfmeterschießen. Nach 90 Ligaspielen wurde sein Vertrag im Sommer 2024 nicht verlängert. Im Juni 2024 verpflichtete ihn der ebenfalls in der ersten Liga spielenden BG Pathum United FC.

### Nationalmannschaft
Am 25. Januar 2024 gab Saranon Anuin sein Debüt in der thailändischen Nationalmannschaft. Hier kam er bei dem Gruppenspiel der Asienmeisterschaft 2024 gegen Saudi-Arabien zum Einsatz. Bei dem 0:0-Unentschieden stand er in der Startelf und spielte die kompletten 90 Minuten.

## Erfolge
Chiangrai United
- Thailändischer Pokalsieger: 2018, 2020/21
- Thailändischer Ligapokalsieger:  2018
- Thailändischer Meister: 2019
- Thailändischer Supercup-Sieger: 2020